# Stowarzyszenie Polsko-Serbołużyckie „Pro Lusatia”
Stowarzyszenie Polsko-Serbołużyckie „Pro Lusatia” – organizacja pożytku publicznego z siedzibą w Opolu.

## Cele
Celem Stowarzyszenia jest szerzenie wiedzy o historii, kulturze i dniu dzisiejszym narodów serbołużyckiego i polskiego, kształtowanie opinii publicznej w duchu wzajemnego zainteresowania i zbliżenia polsko-serbołużyckiego, działalność na rzecz respektowania i ochrony praw mniejszości narodowych, a szczególnie prawa do kultywowania ojczystego języka i szkolnictwa.

## Metody działania
Organizowanie polsko-serbołużyckiego dialogu, spotkań i działań dla upowszechnienia wiedzy o przeszłości i dniu dzisiejszym obu narodów, poprzez odczyty, wykłady, konferencje i sympozja. Organizowanie wystaw, pokazów i występów artystycznych. Inicjowanie wszelakich rodzajów współpracy pomiędzy środowiskami naukowymi, oświatowymi, artystycznymi, politycznymi i religijnymi obu narodów oraz propagowanie i wspieranie współpracy gospodarczej obu narodów.